# Roberto Martínez Celigüeta
Roberto Martínez Celigueta (Pamplona, España, 21 de febrero de 1966) es un exfutbolista español que se desempeñaba como delantero. Debutó en Primera División, con el Athletic Club, en la derrota por 2 a 0 ante el Real Murcia el 7 de diciembre de 1986. Un mes después logró su primer tanto en Liga en una victoria por 4 a 1 ante Osasuna.

## Clubes
| Club                  | País   | Año       |
| --------------------- | ------ | --------- |
| Bilbao Athletic       | España | 1983-1987 |
| Athletic Club         | España | 1986-1989 |
| U. D. Salamanca       | España | 1989-1991 |
| Real Valladolid C. F. | España | 1991-1993 |
| Palamós C. F.         | España | 1993-1994 |
| C. P. Mérida          | España | 1994-1995 |
| Almería C. F.         | España | 1995-1996 |
| Granada C. F.         | España | 1996-1998 |
| Mar Menor Fútbol Club | España | 1998      |